# 9996 ANS
9996 ANS là một tiểu hành tinh kiểu C của vành đai chính. Nó bay quanh Mặt Trời theo chu kỳ 4.68 năm.
Được phát hiện ngày 17 tháng 10 năm 1960 bởi C. J. van Houten và I. van Houten-Groeneveld trên archived photographic plates made bởi T. Gehrels, Tên chỉ định của nó là 9070 P-L. Sau đó, nó được đặt theo vệ tinh nhân tạp Hà Lan, kính thiên văn tia X và tia gamma.